# 徳島県道218号和田島赤石線
徳島県道218号和田島赤石線（とくしまけんどう218ごう わだじまあかいしせん）は、徳島県小松島市を通る一般県道である。

## 概要
小松島市和田島町から小松島市赤石町に至る。全線2車線で整備されており走りやすいが、ラッシュ時においては徳島県道120号徳島小松島線の交点における交差点で何度かの信号待ちが必要になる。

### 路線データ
- 起点：徳島県小松島市和田島町（徳島県道402号阿南徳島自転車道線上）
- 終点：徳島県小松島市赤石町（徳島県道120号徳島小松島線交点、徳島県道402号阿南徳島自転車道線上）
- 総延長：4.021 km[1]

## 歴史
- 1959年（昭和34）1月31日 - 徳島県道152号和田島赤石線として認定。
- 1972年（昭和47年）3月10日 - 現在の徳島県道218号として再認定。

## 路線状況

### 重複区間
- 徳島県道402号阿南徳島自転車道線（小松島市和田島町 - 小松島市赤石町（全線））

### 道路施設

#### 橋梁
- 太田橋（太田川、小松島市）
- 和田津橋（小松島市）

## 地理

### 通過する自治体
- 徳島県
  - 小松島市

### 交差する道路
| 交差する道路                                                           | 交差する場所 | 交差する場所 |
| ---------------------------------------------------------------------- | ------------ | ------------ |
| 徳島県道402号阿南徳島自転車道線 重複区間起点                           | 和田島町     | 起点         |
| 徳島県道273号大京原今津浦和田津線 / 新道                               | 和田島町     |              |
| 徳島県道273号大京原今津浦和田津線 / 現道                               | 大林町       |              |
| 徳島県道120号徳島小松島線 徳島県道402号阿南徳島自転車道線 重複区間終点 | 赤石町       | 終点         |

### 沿線
- 海上自衛隊小松島航空基地

## ギャラリー

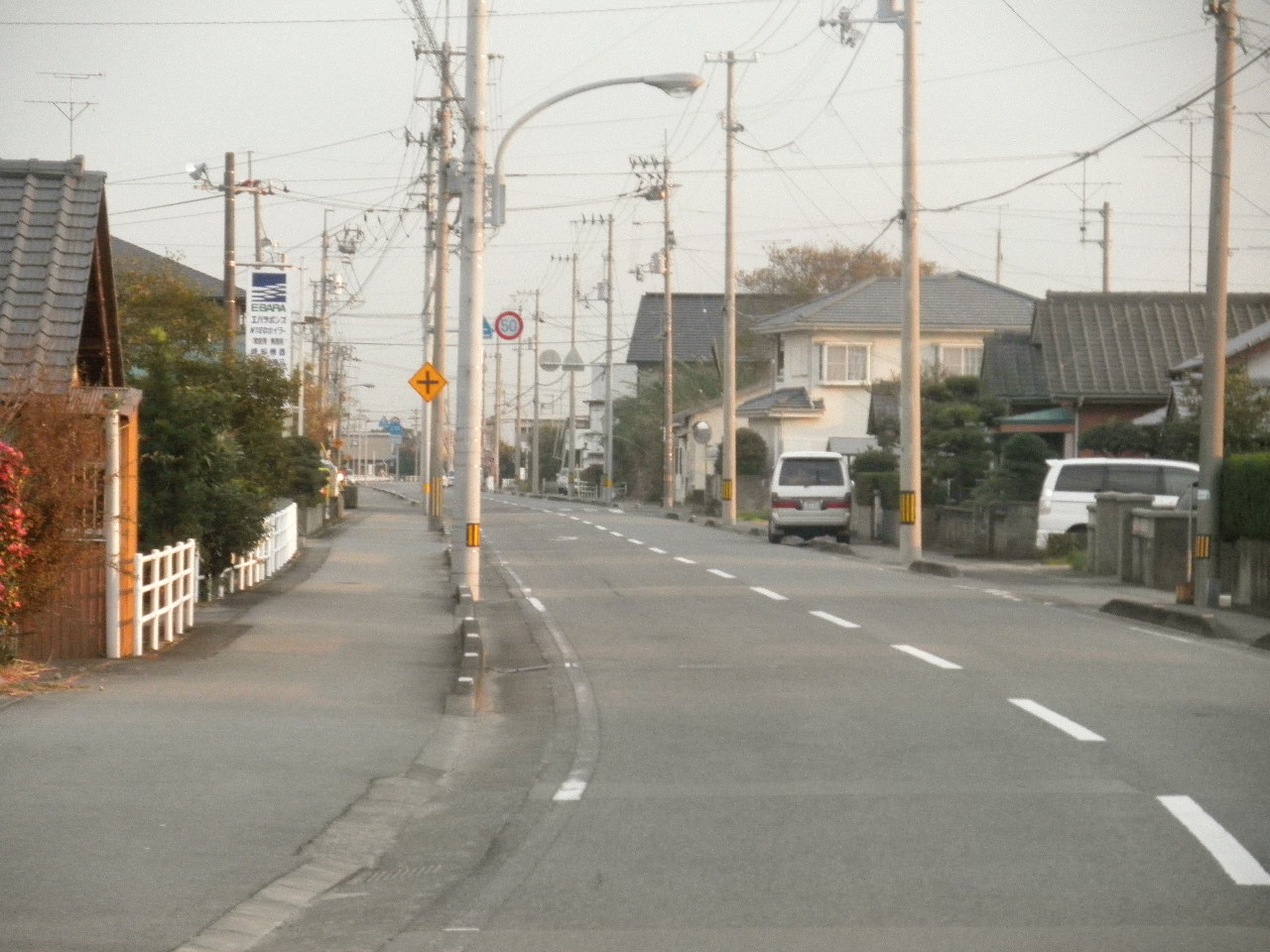
小松島市和田島町字西浜手
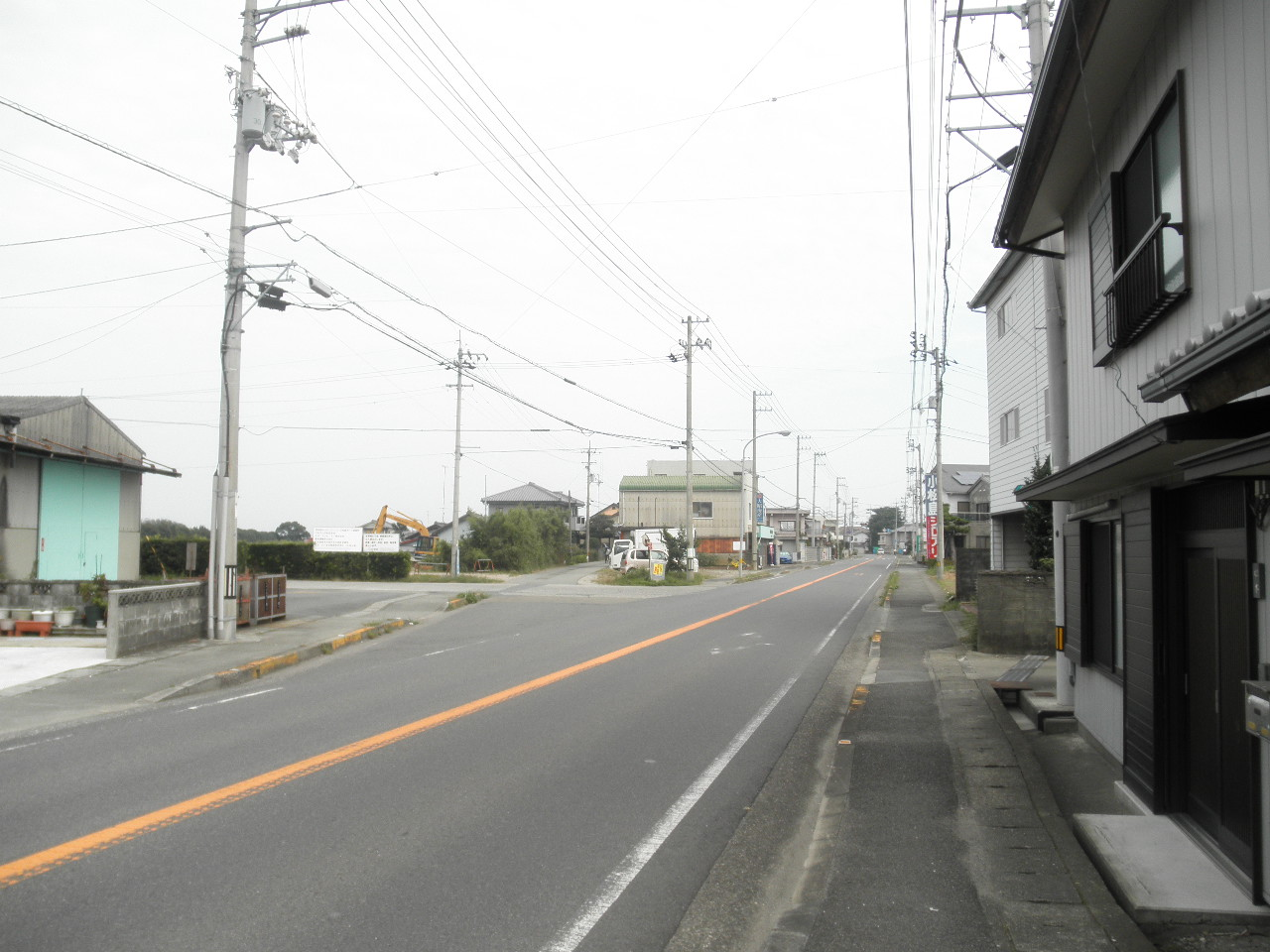
小松島市大林町字金島
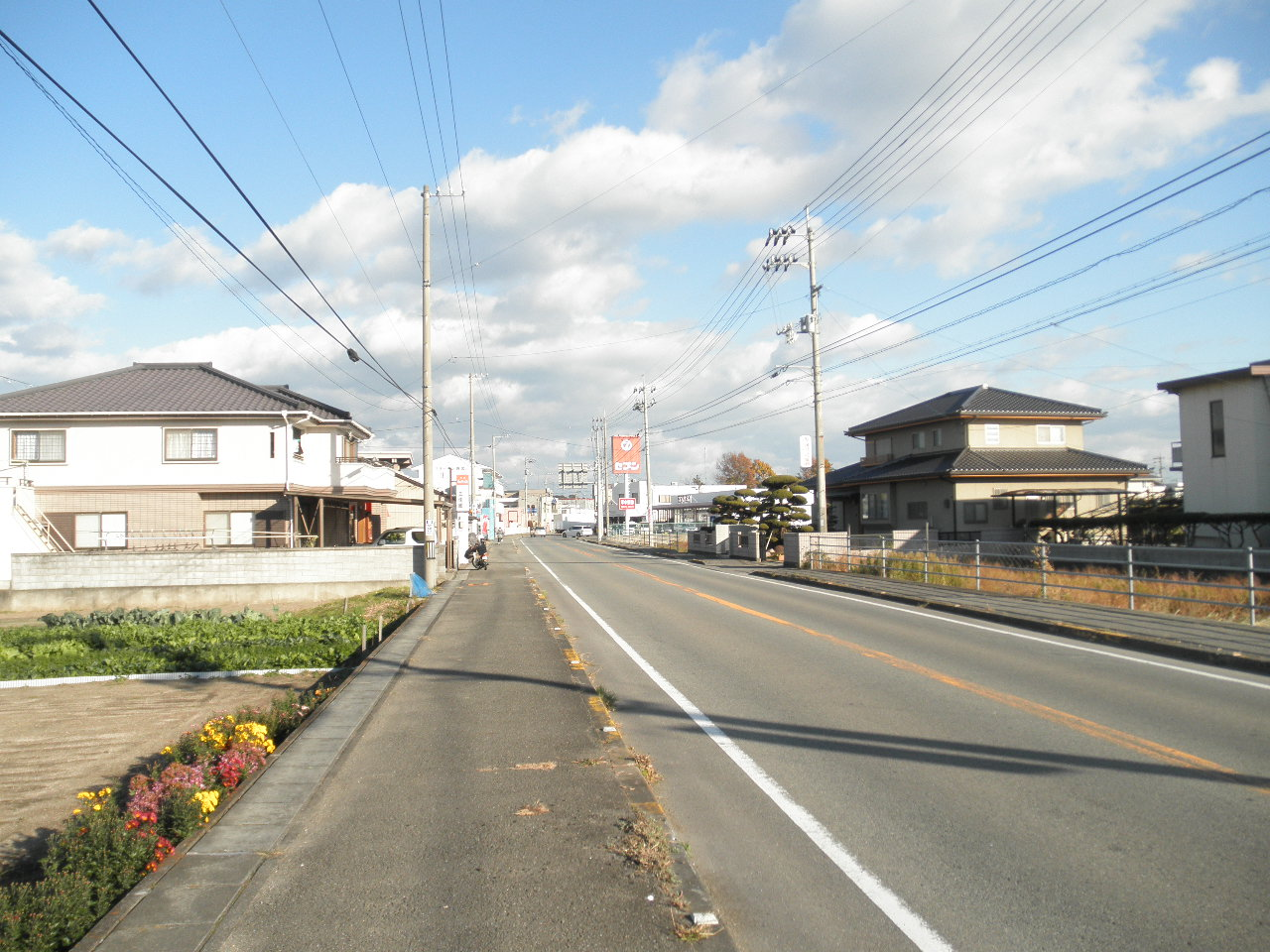
小松島市赤石町字野上北